# مركز بحوث ودراسات المدينة المنورة
مركز بحوث ودراسات المدينة المنورة هو وقف خيري ثقافي، يُعنى بتراث المدينة المنورة الحضاري من حيث: جمعه من مختلف اللغات، وحفظه وتحقيق المخطوط منه، ونشر البحوث والدراسات عن المدينة المنورة. وقد تولت دارة الملك عبد العزيز الإشراف العلمي والإداري والمالي عليه اعتباراً من 27 / 3/ 1432هـ لدعمه وتطوير عمله ومنجزاته.

## نبذة عن المركز
أنشئ المركز بناء على الوقف الخيري المؤبد الذي أوقفه صاحب السمو الملكي الأمير: عبد المجيد بن عبد العزيز آل سعود، وقد تولى سموه رئاسة مجلس إدارة المركز حتى انتقاله إلى إمارة منطقة مكة المكرمة بتاريخ 15/ 8 /1420هـ.
ثم تولى صاحب السمو الملكي الأمير: مقرن بن عبد العزيز رئاسة المجلس ورعى المركز إبان توليه إمارة منطقة المدينة المنورة إلى أن خلفه صاحب السمو الملكي الأمير: عبد العزيز بن ماجد بن عبد العزيز عندما عين أميراً للمدينة المنورة بتاريخ 19 / 9 / 1426 هـ.
وتقدم مجلس نظارة المركز بطلب إلى صاحب السمو الملكي الأمير: سلمان بن عبد العزيز حين كان ولي العهد النائب الثاني لرئيس مجلس الوزراء وزير الدفاع؛ للموافقة على رعاية المركز ورئاسة مجلس إدارته بتاريخ 27 / 3 / 1432 هـ، وتولى صاحب السمو الملكي الأمير: عبد العزيز بن ماجد بن عبد العزيز منصب نائب رئيس المجلس .
وبناء على الأمر الملكي رقم 28204 وتاريخ 25 / 06 / 1436 هـ القاضي بإنهاء رئاسة خادم الحرمين الشريفين الملك: سلمان بن عبد العزيز لعدد من الجهات ومنها مجلس نظارة مركز بحوث ودراسات المدينة المنورة، تولى صاحب السمو الملكي الأمير: فيصل بن سلمان بن عبد العزيز أمير منطقة المدينة المنورة منصب رئيس مجلس نظارة المركز بتاريخ 06 / 8 / 1436 هـ . 

## أهداف المركز
- جمع وتوثيق وحفظ المعلومات عن المدينة المنورة من مختلف المصادر بمختلف اللغات.
- إعداد ونشر البحوث والدراسات عن المدينة المنورة قديمًا وحديثًا وتحقيق تاريخها المخطوط.
- تقديم الخدمات المعلوماتية الموثقة للباحثين ومراكز البحوث.

### وسائل تحقيق الأهداف
- إنشاء مكتبة خاصة بالمدينة المنورة.
- إنشاء قواعد معلوماتية بالحاسب الآلي عن المدينة المنورة.
- إعداد وإصدار أعمال موسوعية ودوريات علمية ونشرات متنوعة عن المدينة المنورة.
- إعداد مصورات ومجسمات وخرائط عن المدينة المنورة عبر أطوار التاريخ.
- إقامة مؤتمرات وندوات ومحاضرات عن المدينة المنورة.
- تفعيل التقنية الحديثة في جمع المعلومات ونقلها.
- التعاون مع مراكز البحوث والدراسات ذات العلاقة.
- تنظيم المعارض المتخصصة عن المدينة المنورة.
- الترجمة بالتبادل للأعمال العلمية عن المدينة المنورة.

## إصدارات المركز
الكتب المطبوعة، ومنها:
- المدينة المنورة .. مأرز الإيمان.
- المدينة المنورة تاريخ ومعالم (بعدة لغات).
- المدينة المنورة في الوثائق العثمانية (ثلاثة أجزاء).
- المدينة المنورة في مائة مخطوط.
- المدينة المنورة وشمال الحجاز في كتب الرحلات خلال القرنين التاسع والعاشر الهجريين.
- المدينة المنورة في عهد الملك عبد العزيز (1343-1473 هـ).

### مجلة المركز
يصدر المركز مجلة فصلية مُحَكَّمة تهتم بقضايا المدينة المنورة في ماضيها وحاضرها وخططها المستقبلية عبر نشر البحوث ذات المعلومات الهامة في جميع جوانب الحياة في المدينة المنورة.

### الأفلام الوثائقية
أسهمت الأفلام الوثائقية التي أنتجها المركز في توعية المسلمين في جوانب تاريخية مهمة بعدة لغات، ومنها:
- المدينة المنورة تاريخ وحضارة.
- المسجد النبوي في العهد النبوي.
- غزوة أحد.
- غزوة الأحزاب.
- المدينة المنورة مأرز الإيمان.
- ندوات أعلام المدينة المنورة.
- فعاليات المدينة المنورة عاصمة الثقافة الإسلامية.

### الندوات
من الندوات التي أقامها المركز:
- ندوة التوثيق الميداني لغزوة أحد  18 - 20 صفر 1425 هـ.
- ندوة التوثيق الميداني لغزوة بدر 13 – 15 صفر 1426 هـ.
- ندوة التوثيق الميداني لغزوة الأحزاب 8 – 10 ذي القعدة 1427 هـ.
- ندوة المدينة والطفل 10 – 11 شوال 1428 هـ.
- سلسلة ندوات أعلام المدينة المنورة من 26/5/1434 هـ إلى 08/02/1435 هـ.

### الوثائق العثمانية
فهرس المركز الوثائق العثمانية المحفوظة في فرع وزارة الشؤون الإسلامية والأوقاف بالمدينة المنورة وأُدخلت إلى الحاسب الآلي، وتجاوزت أكثر من مائة ألف وثيقة، وتضمنت معلومات هامة في مختلف الجوانب حول تاريخ المدينة المنورة في العصر العثماني.

## مجالات عمل المركز
- المجال التوثيقي.
- المجال البحثي.
- المجال المعلوماتي.
- المجال التدريبي.
- المجال الخدمي.

## أقسام المركز
- قسم الشؤون الإدارية والمالية.
- قسم الوثائق والمصادر التاريخية.
- قسم المخطوطات.
- قسم البحوث والدراسات.
- مكتبة المركز.
- قسم تقنية المعلومات والحاسب الآلي.

## وصلات خارجية
- مركز بحوث ودراسات المدينة المنورة
- مركز بحوث ودراسات المدينة يقدم مكتبة رقمية وأفلامًا مرئية عن تاريخها وحضارتها